# Малък тулпан (светилище)
Скалното светилище Малък тулпан е разположено на връх на рид разположен на 2 km на юг от село Дрангово, (Община Кирково) в едноименната местност.

## Откритие
Обектът е регистриран по време на теренни проучвания от доц. Георги Нехризов през 2004 година.

## Описание и особености
По повърхността на рида се откриват фрагменти керамика и мазилки във висока
концентрация. От източната страна на две изявени скали с височина около 12 m са издълбани три на брой трапецовидни ниши с размери: височина – 0,75 m, ширина 0,20 – 0,30 м.
На обекта все още личат следите от стари иманярски изкопи.

## Датиране
Както повечето светилища в този район най-голяма е концентрацията на керамични фрагменти от Каменно-медна епоха и от късната Желязна епоха.